# Nécropole de Haouch Taacha
La nécropole de Haouch Taacha est un site archéologique regroupant un ensemble de vestiges antiques d'Afrique proconsulaire. Dans la géographie moderne, le site se trouve au sud de Kairouan, dans la délégation de Nasrallah, elle-même comprise dans le gouvernorat de Kairouan, en Tunisie.
Sur plus de quatre hectares, une vaste nécropole abrite plusieurs dizaines de tombes semi-cylindriques et une douzaine de mausolées-tours.
Le site est intégré à la liste des monuments classés du gouvernorat de Kairouan en 1895.

## Localisation
La site se trouve à environ 50 km au sud-sud-ouest de Kairouan et dans la partie méridionale du gouvernorat de cette ville, dans la zone des basses steppes.

## Historique
Même si aucune fouille approfondie ne semble avoir eu lieu, leur style architectural suggère que les mausolées-tours sont datables des IIe ou IIIe siècles.
Henri Saladin visite rapidement le site en décembre 1882, puis Paul Blanchet de manière plus approfondie en 1895. Cette même année, la nécropole est intégrée à la liste des monuments classés du gouvernorat de Kairouan par décret du 8 mai.

## Description
La nécropole, qui couvre environ 4 hectares, comprend principalement, à la fin du XIXe siècle, des monuments de deux types, environ 70 tombeaux en forme de demi-cylindres et une douzaine mausolées-tours mais, selon les termes d'Henri Saladin, « presque tous les types de tombeaux et de mausolées qu'on trouve dans cette région y sont représentés » ; tous ces monuments sont sensiblement orientés au nord-est,.
En l'absence de traces d'habitat aux environs, Paul Blanchet, reprenant l'argumentaire de Saladin, suggère qu'il s'agit du cimetière d'une tribu nomade.

### Monuments semi-cylindriques

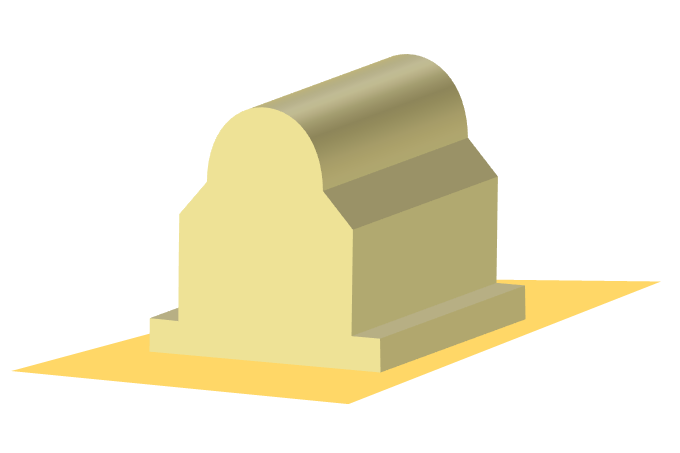
Schéma d'une tombe phénicienne.

Les monuments, en forme de demi-cylindres allongés surmontant un corps prismatique, reposent soit directement sur un socle, soit par l'intermédiaire de plusieurs gradins.
Ce type de monument est importé du Proche-Orient en Afrique par les Phéniciens. Les tombes peuvent être monolithes ou, comme c'est le cas ici, construites en blocage recouvert d'enduit. L'épitaphe est gravée sur le socle ou sur la face courbe du demi-cylindre.

### Mausolées-tours

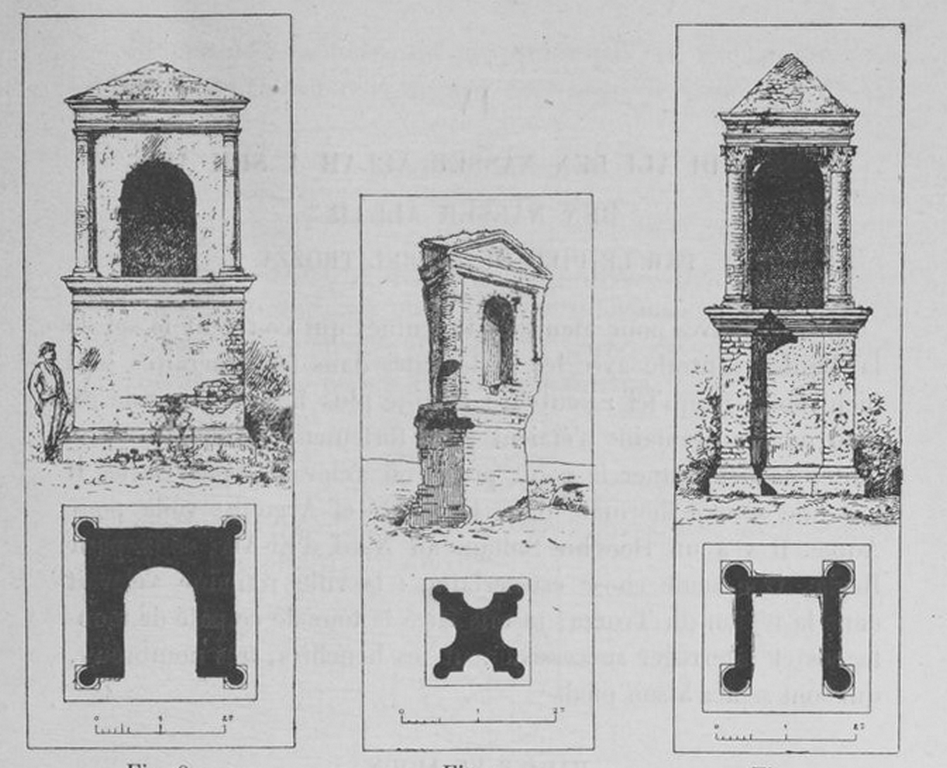
Mausolées-tours de la nécropole.

Les mausolées présentent une base carrée de 1,5 à 5 m de côté. Ils sont faits d'une noyau en opus caementicium recouvert d'un parement et protégé par une épaisse couche d'enduit. En forme de pile trapue, ils sont couverts d'une pyramide à faces planes ou courbes, ou d'une bâtière. Des éléments de décor (colonnes engagées ou pilastres, pierres saillantes, briques) sont inclus dans le parement. Une niche à statue est creusée dans la partie supérieure,. Certains mausolées adoptent toutefois un plan différent, avec une niche pratiquée sur chacune de leurs faces.
L'urne funéraire associée est, soit enfouie au pied du mausolée, soit insérée dans une petite logette pratiquée dans sa base ou un peu plus haut, dans son podium au-dessous de la niche.
Par leur forme et leur fonction, les mausolées-tours de la nécropole se rapprochent des piles du sud-ouest de la France. Comme elles, ils signalent la proximité de la sépulture d'un notable local (rôle de marqueur social). Comme elles, en adoptant une architecture inspirée de monuments d'Italie, ils sont un témoignage assumé de la romanisation de la famille du commanditaire (rôle de marqueur culturel).